# Kudzai Chimbaira
Kudzai Chimbaira, född 13 oktober 1985 i Zimbabwe, död januari 2018, var en svensk-zimbabwisk skådespelare och regissör.
Hon filmdebuterade 2005 i kortfilmen Pamvura, och vann 2007 pris för bästa kortfilmsskådespelerska vid Zimbabwe International Film Festival för filmen The Return där hon spelade huvudrollen. Samma år tilldelades hon även Zimbabwes National Arts Merit Award för sin roll i teaterföreställningen Anatol.
2008 regisserade hon föreställningen Silent Words för Harare International Festival of the Arts, och vann samma år pris för bästa skådespelare i Carthage International Film Festival för sin insats i filmen Zimbabwe. Samma år flyttade hon till Sverige.
I Sverige har hon bland annat grundat Integrationsteatern varit aktiv i filmfestivalen Cinemafrica, ordförande för mångfaldsinitiativet Tryck, och medverkat i teaterföreställningarna Det sovande folket, Shoresh/Marken brinner, Europa Europa och Kongo – en pjäs om Sverige, samt långfilmen Medan vi lever.
Chimbaira dog i januari 2018, 32 år gammal, efter en kort tids sjukdom.